# Добровский район
До́бровский округ — административно-территориальная единица в Липецкой области России. В его границах образован одноимённый муниципальный район.
Административный центр — село Доброе.
В 2024 году получил статус округа

## География
Площадь — 1316 км² (по другой оценке 1350 км²).
Основные реки — Воронеж и его притоки.

## История
Район образован 30 июля 1928 года в составе Центрально-Чернозёмной области (ЦЧО) (до 1930 входил в Козловский округ). После разделения ЦЧО 31 декабря 1934 года вошёл в состав Воронежской, а 26 сентября 1937 года — во вновь образованную Рязанскую область. 1 марта 1944 года часть территории Добровского района была передана в новый Колыбельский район. После образования 6 января 1954 года Липецкой области Добровский район включён в её состав. 19 ноября 1959 года к Добровскому району была присоединена часть территории упразднённого Липецкого района. 1 февраля 1963 район был упразднён (территория вошла в Липецкий и Чаплыгинский районы), но 11 января 1965 года восстановлен.

## Население
| 1939    | 1959    | 1970    | 1979    | 1989    | 2002    | 2009    | 2010    | 2011    |
| ------- | ------- | ------- | ------- | ------- | ------- | ------- | ------- | ------- |
| 53 511  | ↘42 488 | ↗45 968 | ↘36 065 | ↘28 723 | ↘26 821 | ↘23 596 | ↗24 228 | ↘24 125 |
| 2012    | 2013    | 2014    | 2015    | 2016    | 2017    | 2018    | 2021    |         |
| ↘23 826 | ↘23 578 | ↘23 499 | ↘23 494 | ↗23 521 | ↗23 695 | ↘23 677 | ↗26 837 |         |

### Национальный состав
По итогам переписи населения 2020 года проживали следующие национальности (национальности менее 0,1 % и другое, см. в сноске к строке «Другие»):
| Национальность | Численность, чел. | Доля     |
| -------------- | ----------------- | -------- |
| Русские        | 25 461            | 94,87 %  |
| Армяне         | 304               | 1,13 %   |
| Украинцы       | 151               | 0,56 %   |
| Узбеки         | 99                | 0,37 %   |
| Таджики        | 82                | 0,31 %   |
| Цыгане         | 71                | 0,26 %   |
| Азербайджанцы  | 62                | 0,23 %   |
| Молдаване      | 59                | 0,22 %   |
| Грузины        | 53                | 0,20 %   |
| Татары         | 29                | 0,11 %   |
| Другие         | 466               | 1,74 %   |
| Итого          | 26 837            | 100,00 % |

## Административно-муниципальное устройство
Добровский район, в рамках административно-территориального устройства области, включает 17 административно-территориальных единиц — 17 сельсоветов.
В Добровский район входят 17 сельских поселений:
| №  | Муниципальное образование   | Административный центр | Количество населённых пунктов | Население, чел. | Площадь, км² |
| -- | --------------------------- | ---------------------- | ----------------------------- | --------------- | ------------ |
| 1  | Больше-Хомутецкий сельсовет | село Большой Хомутец   | 3                             | ↗1912           | 105,26       |
| 2  | Борисовский сельсовет       | село Борисовка         | 3                             | ↗1530           | 84,44        |
| 3  | Волченский сельсовет        | село Волчье            | 2                             | ↘658            | 69,69        |
| 4  | Добровский сельсовет        | село Доброе            | 4                             | ↗6724           | 150,14       |
| 5  | Екатериновский сельсовет    | село Екатериновка      | 3                             | ↗567            | 61,24        |
| 6  | Замартыновский сельсовет    | село Замартынье        | 2                             | ↗1153           | 66,40        |
| 7  | Каликинский сельсовет       | село Каликино          | 6                             | ↗3731           | 199,21       |
| 8  | Коренёвщинский сельсовет    | село Коренёвщино       | 4                             | ↗1752           | 75,14        |
| 9  | Кривецкий сельсовет         | село Кривец            | 6                             | ↗1101           | 58,30        |
| 10 | Крутовский сельсовет        | село Крутое            | 2                             | ↗793            | 81,15        |
| 11 | Махоновский сельсовет       | село Махоново          | 1                             | ↗665            | 42,09        |
| 12 | Панинский сельсовет         | село Панино            | 4                             | ↗1856           | 94,60        |
| 13 | Поройский сельсовет         | село Порой             | 1                             | ↗616            | 47,80        |
| 14 | Преображеновский сельсовет  | село Преображеновка    | 1                             | ↗325            | 30,10        |
| 15 | Путятинский сельсовет       | село Путятино          | 1                             | ↗536            | 38,60        |
| 16 | Ратчинский сельсовет        | село Ратчино           | 1                             | ↗902            | 56,62        |
| 17 | Трубетчинский сельсовет     | село Трубетчино        | 1                             | ↘2016           | 65,65        |

## Официальные символы района

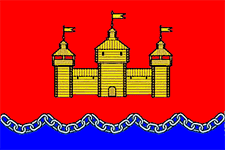

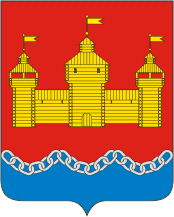

Флаг Добровского района и его герб утверждены решением IV сессии Добровского районного Совета депутатов № 37-рс от 14 апреля 2004 года.

## Населённые пункты
В Добровском районе 45 населённых пунктов.
| №  | Населённый пункт      | Тип     | Население | Муниципальное образование   |
| -- | --------------------- | ------- | --------- | --------------------------- |
| 1  | Богородицкое          | село    | 337       | Панинский сельсовет         |
| 2  | Большие Хомяки        | село    | 75        | Екатериновский сельсовет    |
| 3  | Большой Хомутец       | село    | ↘1060     | Больше-Хомутецкий сельсовет |
| 4  | Борисовка             | село    | ↘870      | Борисовский сельсовет       |
| 5  | Верещагино            | деревня | 15        | Кривецкий сельсовет         |
| 6  | Волчье                | село    | ↘857      | Волченский сельсовет        |
| 7  | Горицы                | село    | ↗295      | Коренёвщинский сельсовет    |
| 8  | Гудбок                | посёлок | ↘33       | Каликинский сельсовет       |
| 9  | Гудово                | село    | ↗430      | Каликинский сельсовет       |
| 10 | Густый                | посёлок | ↘25       | Каликинский сельсовет       |
| 11 | Дальний               | посёлок | ↗26       | Каликинский сельсовет       |
| 12 | Делеховое             | село    | ↘207      | Крутовский сельсовет        |
| 13 | Доброе                | село    | ↗6482     | Добровский сельсовет        |
| 14 | Екатериновка          | село    | ↘400      | Екатериновский сельсовет    |
| 15 | Заводской             | посёлок | ↗40       | Добровский сельсовет        |
| 16 | Замартынье            | село    | ↘1102     | Замартыновский сельсовет    |
| 17 | Зарницы               | посёлок | ↘95       | Добровский сельсовет        |
| 18 | Каликино              | село    | ↗3239     | Каликинский сельсовет       |
| 19 | Капитанщино           | село    | ↗329      | Коренёвщинский сельсовет    |
| 20 | Коренёвщино           | село    | ↗499      | Коренёвщинский сельсовет    |
| 21 | Кривец                | село    | ↘852      | Кривецкий сельсовет         |
| 22 | Кривецкое лесничество | посёлок | 95        | Кривецкий сельсовет         |
| 23 | Крутое                | село    | ↘553      | Крутовский сельсовет        |
| 24 | Кувязево              | деревня | 25        | Кривецкий сельсовет         |
| 25 | Лебяжье               | село    | ↗278      | Больше-Хомутецкий сельсовет |
| 26 | Леденёвка             | деревня | 26        | Кривецкий сельсовет         |
| 27 | Липовка               | село    | ↘241      | Борисовский сельсовет       |
| 28 | Малоозёрский          | посёлок | 27        | Борисовский сельсовет       |
| 29 | Малый Хомутец         | село    | 366       | Панинский сельсовет         |
| 30 | Махоново              | село    | ↗665      | Махоновский сельсовет       |
| 31 | Нейманский            | посёлок | 88        | Добровский сельсовет        |
| 32 | Николаевка            | деревня | 23        | Коренёвщинский сельсовет    |
| 33 | Никольское            | деревня | 34        | Екатериновский сельсовет    |
| 34 | Новоселье             | деревня | 37        | Замартыновский сельсовет    |
| 35 | Панино                | село    | 848       | Панинский сельсовет         |
| 36 | Победа                | посёлок | 16        | Волченский сельсовет        |
| 37 | Порой                 | село    | ↗616      | Поройский сельсовет         |
| 38 | Преображеновка        | село    | ↗325      | Преображеновский сельсовет  |
| 39 | Путятино              | село    | ↗536      | Путятинский сельсовет       |
| 40 | Ратчино               | село    | ↗902      | Ратчинский сельсовет        |
| 41 | Трастоватский         | кордон  | 3         | Кривецкий сельсовет         |
| 42 | Трубетчино            | село    | ↘2016     | Трубетчинский сельсовет     |
| 43 | Филатовка             | село    | 119       | Панинский сельсовет         |
| 44 | Фильцы                | посёлок | ↘0        | Каликинский сельсовет       |
| 45 | Чечёры                | село    | ↘298      | Больше-Хомутецкий сельсовет |

## Транспорт
Представлен исключительно автотранспортом. Из районного центра ходят автобусы в ближайшие сёла и города. Через район проходит автобус следующий в Москву из Липецка, делающий остановку в Добром.

## Археология
На энеолитическом памятнике Васильевский Кордон 27 (третья-вторая четверть 4-го тыс. до н. э.) выявлено шесть древних сооружений и четыре погребения. Обнаружено большое количество энеолитической керамики: среднестоговской и волосовской культур, посуда ксизовского типа. Скорее всего, появление такой посуды стало результатом контактов пришедшего в Донскую лесостепь поздненеолитического населения рязанско-долговской культуры и энеолитического среднестоговского населения. Отбор в качестве исходного пластичного сырья (ИПС) илистой глины носители ксизовского типа переняли у населения с ямочно-гребенчатой керамикой. На стоянке исследовано два погребения взрослых людей 40—50 лет с вытянутой на спине северо-восточной ориентировкой.
В погребении на памятнике репинской культуры Васильевский кордон 17 найдено небольшое шило из меди. Орудия труда оставались близки нижнедонским — каменные и костяные ножи, скребки, наконечники стрел, топоры. Для керамики было характерно пористое тесто с примесью ракушек или органики (трава, пух, перья и т. д.); орнамент — зубчатый (зигзаги, треугольники, линии), ямочный, «жемчужный», шнуровый. Захоронение было произведено в грунтовой могиле в вытянутом положении на спине; рядом с умершим обнаружены наконечники стрел, упомянутое шило и клык хищника (амулет или украшение). Всего на поселении Васильевский кордон 17 исследовано 28 погребений и 6 древних сооружений нео, -энеолитического времени (4—1 половины 3 тыс. до н. э.). Погребения делятся на две группы: скорченные на спине и вытянутые на спине. Подавляющее количество керамики представлено обломками среднестоговской культуры эпохи энеолита (середина 3-го тыс. до н. э.). Выявлены материалы рязанско-долговской культуры, ксизовского типа (середина 4-го тыс. до н. э.) и дубровичской культуры (конец 4-го тыс. до н. э.) эпохи неолита, репинской культуры эпохи энеолита (рубеж 4—3 тыс. до н. э.), катакомбной культуры эпохи бронзы (рубеж 3—2 тыс. до н. э.).
У села Преображеновка в пойме правого берега реки Воронеж находится посткатакомбное поселение Васильевский Кордон 1, население которого, судя по материалам погребений, испытывало сильное влияние фатьяновско-балановской и шагарской культур. На черепе индивида из погребения 5 выявили искусственную деформацию. Погребения 4 и 5 могильника Васильевский Кордон 1 датируются началом 3 тыс. до нашей эры.